# Rudolf Sternad

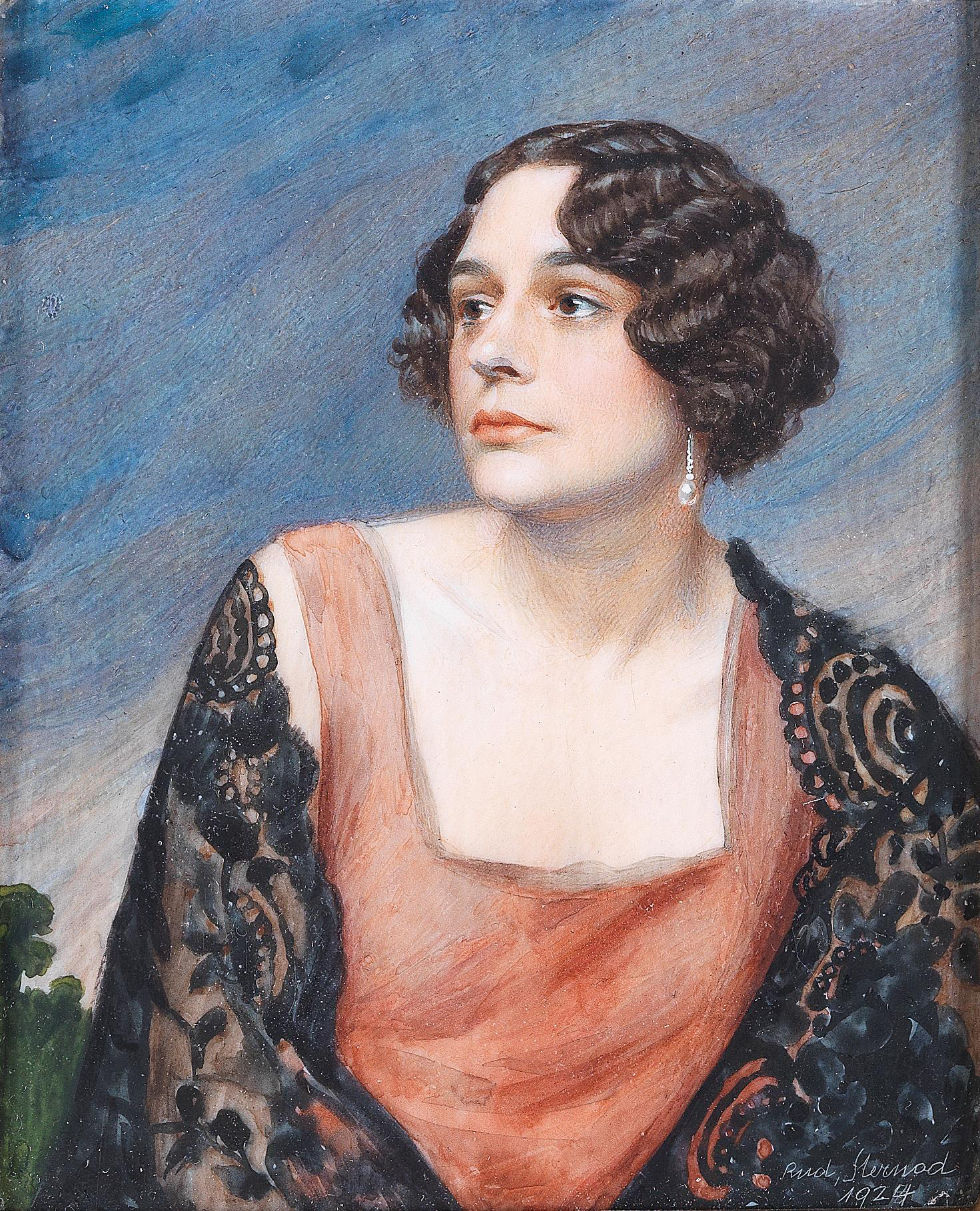
Damenporträt

Rudolf Sternad (* 2. September 1880 in Reichenberg; † 21. Januar 1945 in Wien) war ein österreichischer Miniaturmaler und Lithograf tschechischer Abstammung.

## Leben
Sternad wurde als Lithograf an der Staatsgewerbeschule in Reichenberg ausgebildet und arbeitete in den lithografischen Anstalten in Varnsdorf und Zittau. Nach einem Aufenthalt in Dresden (1900–1901) setzte er 1903–1906 sein Studium an der Kunstgewerbeschule in Gablonz bei E. Waritzel fort. Im Zeitraum von 1910 bis 1914 leitete er in Hamburg ein Atelier für die Gestaltung von Plakaten. Während des Ersten Weltkriegs wurde er zum Militärdienst berufen.
Seit 1918 war Sternad in Wien als Maler tätig. Er beschäftigte sich hauptsächlich mit  Porträtminiaturen der Wiener  Prominenten. Neben den Miniaturmalern Wilhemine Stadler (1898–1954) und Rudolf Ipold (1873–1936) gehörte er zu den Meistern der Wiener Porträtminiaturmalerei. Insgesamt schuf Sternad über 800 Porträtminiaturen.  Ab 1924 war er Mitglied des Wiener Künstlerhauses.
Sternad starb bei einem Bombenangriff am 21. Januar 1945. und wurde am Grinzinger Friedhof beerdigt.
1985 wurde sein Grab (gemeinsam mit dem des bildenden Künstlers Carl Anton Reichel) zum Ehrenhain der Kulturschaffender des Wiener Zentralfriedhofs verlegt.